# 埃尔默·本克
埃尔默·H·本克（英語：Elmer H. Behnke，1929年2月3日—），美国NBA联盟前职业篮球运动员。他在1951年的NBA选秀中第4轮第37顺位被罗切斯特皇家选中。他在1951-1952赛季为密尔沃基鹰打了4场比赛。